# Phyllophaga irazuana
Phyllophaga irazuana är en skalbaggsart som beskrevs av Saylor 1936. Phyllophaga irazuana ingår i släktet Phyllophaga och familjen Melolonthidae. Inga underarter finns listade i Catalogue of Life.